# 施斯靈山
47°35′N 15°17′E / 47.583°N 15.283°E

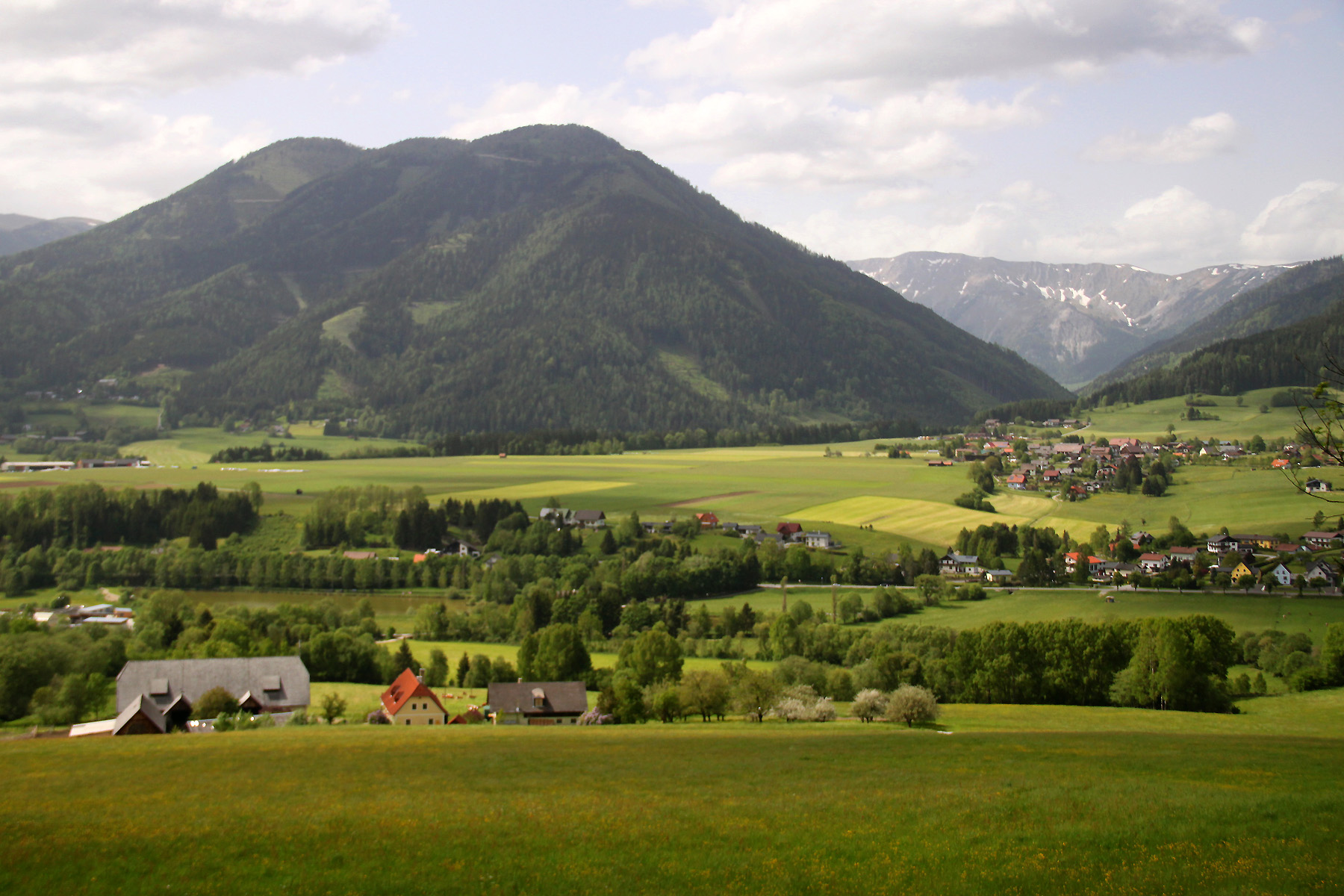

施斯靈山（德語：Schießling），是奧地利的山峰，位於該國東南部，由施泰爾馬克州負責管轄，屬於上施瓦布山脈的一部分，海拔高度1,667米，每年平均降雨量1,594毫米。